# Jean-Marc Lanthier (général)
Jean-Marc Lanthier est un officier de l'Armée canadienne. 
De juillet 2018 à août 2019, il est le commandant de l'Armée canadienne.

## Biographie
Jean-Marc Lanthier s'est enrôlé en tant qu'officier au sein des Forces armées canadiennes en 1989 avec l'arme blindée. Il a commandé le 12e Régiment blindé du Canada et le 5e Groupe-brigade mécanisé du Canada. Par la suite, en juin 2011, il a été nommé commandant-adjoint au soutien du 1er Corps de l'Armée américaine. En juillet 2013, il est devenu le commandant de la 2e Division du Canada, puis, en juillet 2014, commandant du Centre de doctrine et d’instruction de l’Armée canadienne. En avril 2017, il a été nommé chef de programme au quartier général de la Défense nationale. Le 16 juillet 2018, il a été nommé commandant de l'Armée canadienne,.